# Liebfrauenplatz (Mayence)

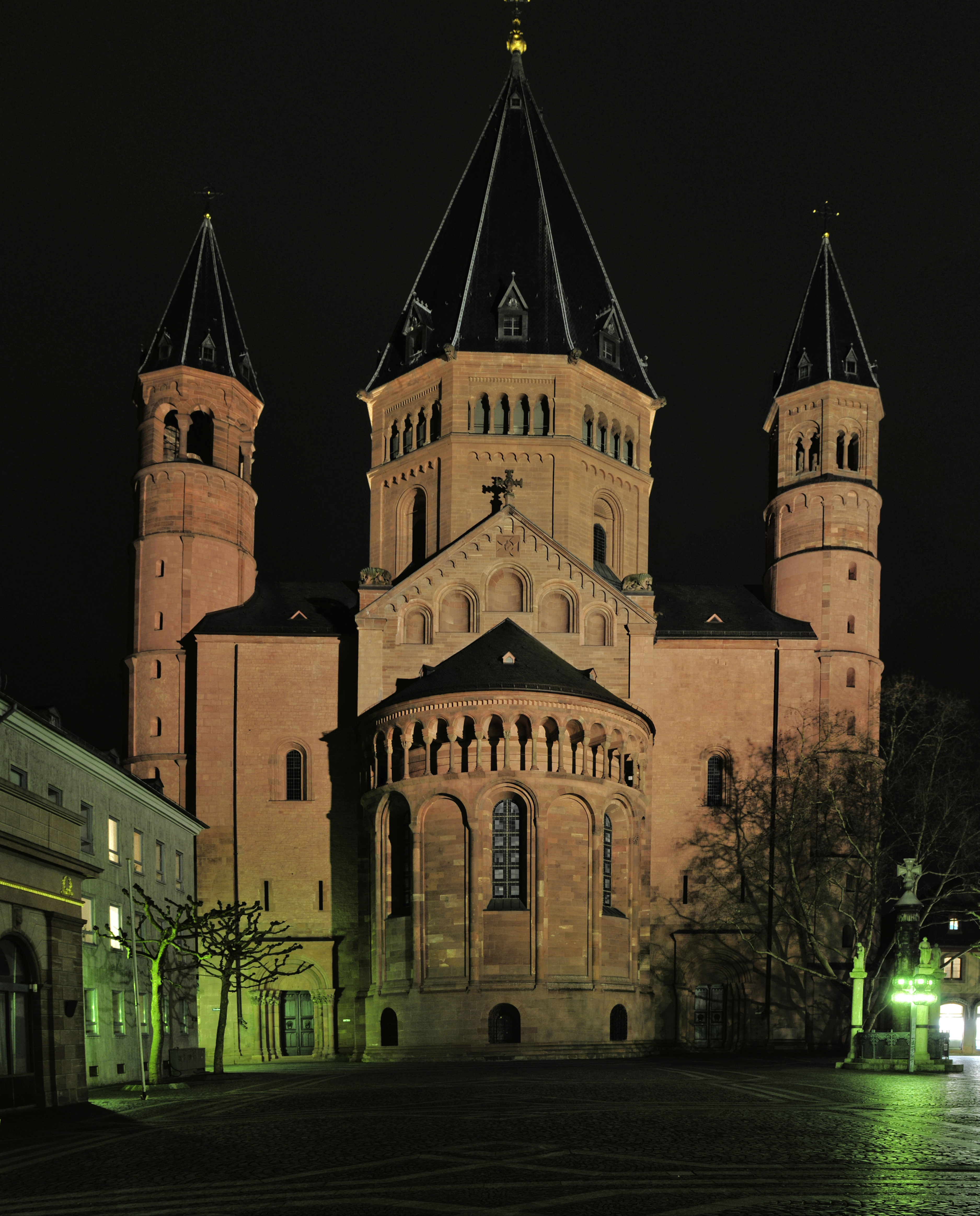
Liebfrauenplatz et façade est de la cathédrale, de nuit.

La Liebfrauenplatz (place Notre-Dame), située sur le côté de la cathédrale Saint-Martin de Mayence donnant sur le Rhin, est la plus grande des trois places de la cathédrale. 
Elle porte le nom de Sainte-Marie aux Marches ou l’église Notre-Dame qui était située devant l’abside est de la cathédrale jusqu’à sa sérieusement endommagée par les bombardements de l’armée prussienne (1793) puis sa démolition. Une ligne de grès marque aujourd’hui encore le tracé des anciens murs. Pour célébrer le millième anniversaire du début de la construction de la cathédrale en 1975, la Liebfrauenplatz a été transformée en zone piétonne. La Liebfrauenplatz, plus petite à l'origine, était située entre la Liebfrauenkirche et la cathédrale. Sur la place à l'est de la Liebfrauenkirche se trouvait à l'origine le Heumarkt, plus tard "Marché aux foins".
La colonne des clous (Nagelsäule) se trouve au centre de la place. Cette colonne de bois fut plantée de clous provenant de dons pendant l’année de guerre 1916. Trois autres colonnes portant les représentations symboliques de l’unité, la force et la bienfaisance
entourent cette colonne des clous.
La Corps de garde prussien de Mayence fut le siège de la police militaire, lorsque la place de Mayence était une place forte de la Confédération germanique
Sur le côté nord de la place du marché est situé l'hôtel Zum Römischen Kaiser de style renaissance tardif. Cette maison construite en 1653, après la Guerre de Trente ans, est la première et la plus riche des maisons bourgeoises et a joué un rôle considérable dans l’histoire architectural de Mayence. Mozart y joua de la musique (1763), Voltaire (1753) et Goethe (1814) y séjournèrent. Depuis 1962, ce palais et le bâtiment annexe hébergent le musée Gutenberg. Une visite de ce célèbre musée de l’art de la typographie et de l’imprimerie en vaut la peine. On y montre comment Gutenberg imprimait et comment son invention révolutionnaire s’est développée. On peut naturellement y voir également sa bible de 42 lignes.

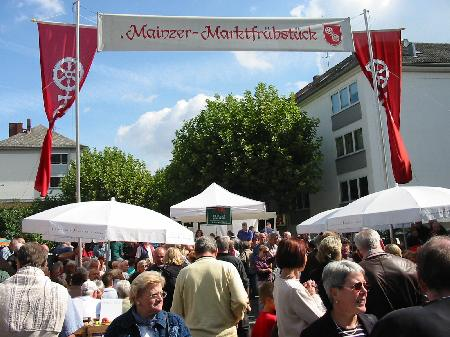
Marktfrühstück petit-déjeuner du marché sur Liebfrauenplatz
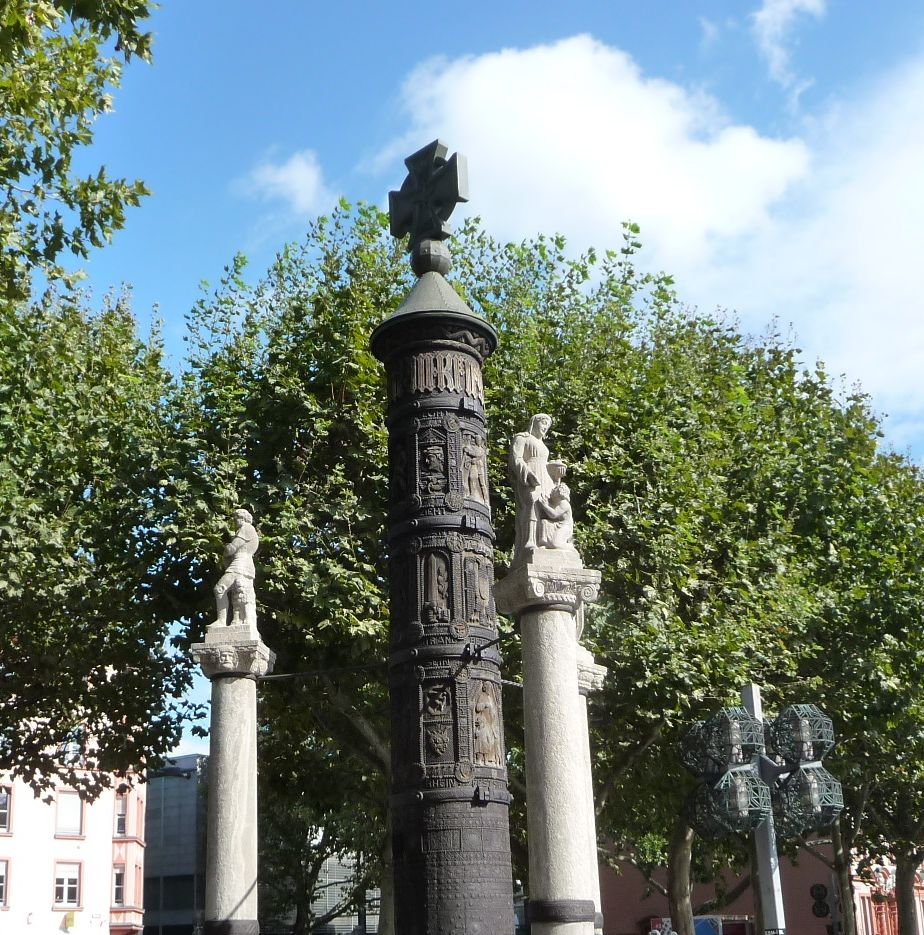
Colonne des clous
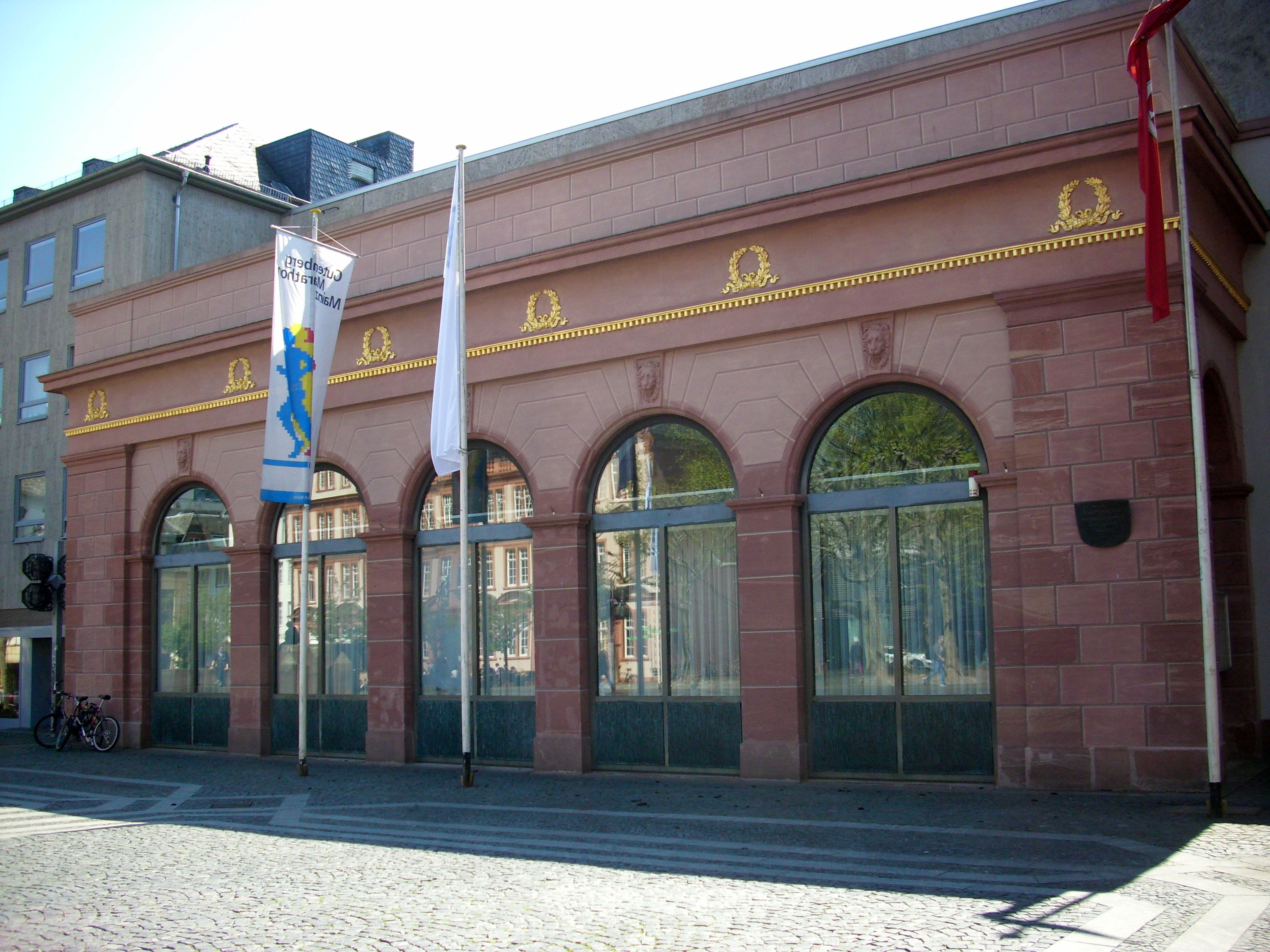
Facade de Corps de garde prussien, 2016
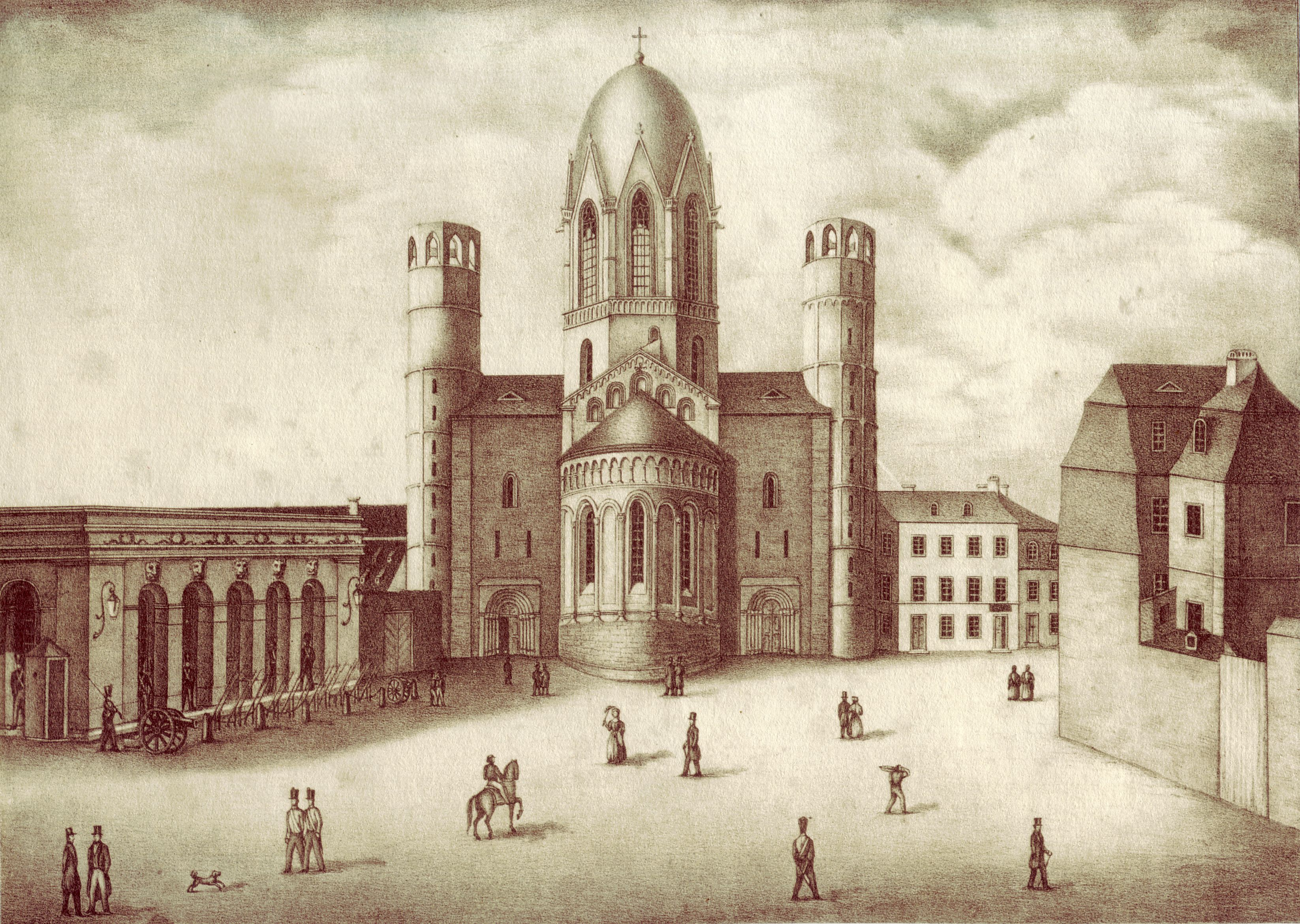
Liebfrauenplatz avec cathedrale, 1842.
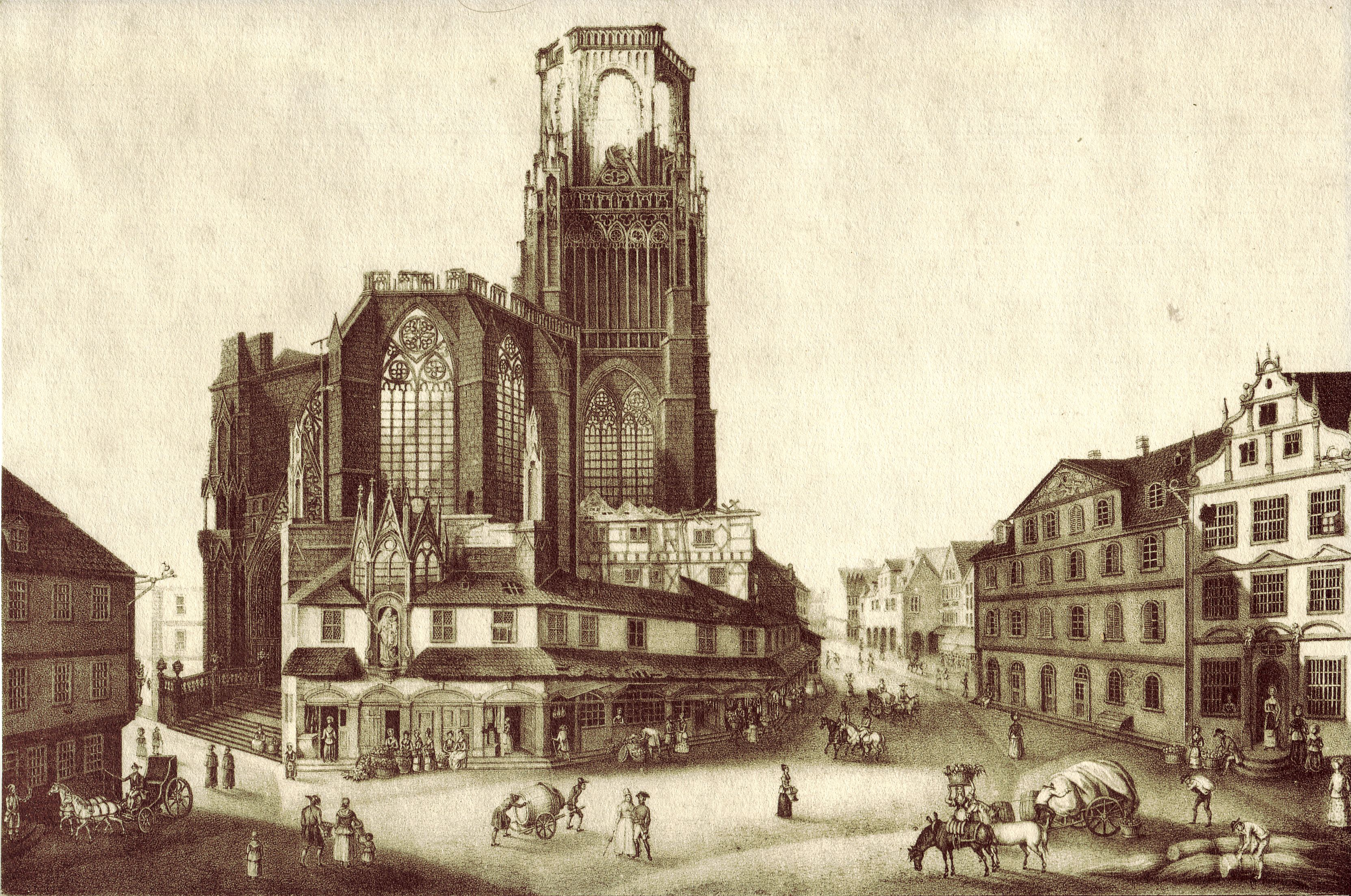
Ruines de Sainte-Marie aux Marches.